# IJsbaan van Trondheim
Hieronder staan schaatsbanen die in Trondheim (Noorwegen) liggen of hebben gelegen. Naar verluidt heeft Trondheim 55 ijsbanen.

## Leangen kunstisbane
De Leangen kunstisbane is een openlucht-kunstijsbaan in Trondheim in Noorwegen. De ijsbaan is geopend in 1979 en ligt op 60 meter boven zeeniveau.
Op deze ijsbaan werden in 1985 de allereerste World Cup wedstrijden verreden. De ijsbaan wordt ook gebruikt als bandybaan.
In 2014/2015 heeft de ijsbaan een grondige renovatie ondergaan met een nieuwe betonvloer en nieuwe leidingen die moeten zorgen voor een vlakke ijsvloer. De buizen die enkele jaren geleden zijn gelegd verschoven, waardoor er hobbels en bulten op de baan kwamen. De renovatie heeft in totaal 44 miljoen Noorse kronen gekost. De renovatie liep enkele maanden vertraging op, vanwege het natuurijs dat van de baan moest worden geschraapt.

### Grote kampioenschappen
Internationale kampioenschappen
- 1980 - EK allround mannen
- 1984 - WK sprint
- 1987 - EK allround mannen

Nationale kampioenschappen
- 1985 - NK allround mannen
- 1986 - NK sprint mannen/vrouwen
- 1992 - NK afstanden mannen/vrouwen
- 1993 - NK allround mannen/vrouwen
- 1993 - NK sprint mannen/vrouwen
- 2000 - NK afstanden mannen/vrouwen
- 2005 - NK sprint mannen/vrouwen
- 2017 - NK allround mannen/vrouwen

## Øya Stadion
Deze ijsbaan wordt ook wel Trondheim Stadion en Øen Stadion genoemd. Op deze ijsbaan werden in de eerste helft van de 20e eeuw vier wereldrecords op de lange afstanden geschaatst.

### Grote kampioenschappen
Internationale kampioenschappen
- 1901 - EK allround mannen
- 1907 - WK allround mannen
- 1911 - WK allround mannen
- 1926 - WK allround mannen
- 1930 - EK allround mannen
- 1933 - WK allround mannen
- 1946 - EK allround mannen
- 1966 - WK allround vrouwen

Nationale kampioenschappen
- 1900 - NK allround mannen
- 1904 - NK allround mannen
- 1906 - NK allround mannen
- 1910 - NK allround mannen
- 1914 - NK allround mannen
- 1920 - NK allround mannen
- 1947 - NK allround mannen
- 1950 - NK allround mannen
- 1952 - NK allround vrouwen
- 1959 - NK allround mannen
- 1967 - NK allround mannen
- 1970 - NK sprint mannen
- 1974 - NK sprint mannen/vrouwen
- 1976 - NK allround mannen
- 1977 - NK sprint mannen/vrouwen

### Wereldrecords
| Nr. | Discipline       | Naam             | Land      | Tijd    | Datum           |
| --- | ---------------- | ---------------- | --------- | ------- | --------------- |
| 1.  | 10.000 meter (m) | Oscar Mathisen   | Noorwegen | 17.36,4 | 25 januari 1913 |
| 2.  | 5000 meter (m)   | Kristian Strøm   | Noorwegen | 8.33,7  | 4 februari 1917 |
| 3.  | 5000 meter (m)   | Hjalmar Andersen | Noorwegen | 8.07,3  | 13 januari 1951 |

## Reina idrottsplats
Op deze ijsbaan is de bekende schaatser Hjalmar Andersen begonnen met schaatsen. De ijsbaan wordt ook wel Reinabanen genoemd.

## Kalvskindet
Op deze ijsbaan werden eind 19e eeuw twee wereldrecords op de 500 meter geschaatst.

### Nationale kampioenschappen
- 1898 - NK allround mannen
- 1897 - NK allround mannen
- 1895 - NK allround mannen

### Wereldrecords
| Nr. | Discipline    | Naam            | Land      | Tijd | Datum           |
| --- | ------------- | --------------- | --------- | ---- | --------------- |
| 1.  | 500 meter (m) | Wilhelm Mauseth | Noorwegen | 46,8 | 3 februari 1895 |
| 2.  | 500 meter (m) | Peder Østlund   | Noorwegen | 46,6 | 7 februari 1897 |

## Ved Sverres Gate
De Ved Sverres Gate is een voormalige natuurijsbaan op de rivier Nidelva in Trondheim. Op 14 februari 1886 is door de Trondhjems Skoyteklub een halve (805m) en hele mijl (1609m) georganiseerd. De hele mijl werd gewonnen door C.A. von Quillfeldt in een tijd van 3:12.80.

## Trondhjems Skøiteklub
Een van de gebruikers van de ijsbanen in Trondheim is de vereniging Trondhjems Skøiteklub. Bekende (ex-)schaatsers van deze vereniging zijn:
- Sverre Aune
- Ivar Ballangrud
- Ingunn Brechan
- Thomas Byberg
- Asbjørn Bye
- Edvard Engelsaas
- Rolf Falk-Larssen
- Werner Gjevik
- Jorunn Hagan
- Arve Haugen
- Bård Henriksen
- Arne Herjuaune
- Astri Mæhre Johannessen
- Erling Lindboe
- Wilhelm Mauseth
- John Røst
- Oluf Steen
- Nic Stene
- Martin Sæterhaug
- Magne Thomassen
- Rolf Trøen
- Atle Vårvik
- Edward Wangberg
- Aleksander Waagenes
- Peder Østlund

## Leinstrand Idrettslag
Een van de gebruikers van de ijsbanen in Trondheim is de vereniging Leinstrand Idrettslag. Bekende (ex-)schaatsers van deze vereniging zijn:
- Kjell Håvard Belsvik
- Ingemar Bredeli
- Werner Gjevik
- Pål Meistad
- Grunde Njøs
- Ivar Njøs
- Frode Rønning
- Ove Tokstad
- Ragnhild Tokstad
- Nina Tørset
- Trond Arne Tørset
- Astrid Vårvik

## Sportsklubben Falken
Een van de gebruikers van de ijsbanen in Trondheim is de vereniging Sportsklubben Falken. Bekende (ex-)schaatsers van deze vereniging zijn:
- Hjalmar Andersen
- Sverre Farstad
- Villy Haugen
- Jan Egil Storholt
- Eskil Ervik